# مايكل همبرغر
مايكل همبرغر (بالألمانية: Michael Hamburger)‏ (و. 1924 – 2007 م) هو مترجم، وشاعر، وناقد أدبي، وكاتب مذكرات، ومؤلف، وأستاذ جامعي، وكاتب من المملكة المتحدة، وألمانيا، ولد في تشارلوتنبرغ، توفي في سوفولك، عن عمر يناهز 83 عاماً.

## التعليم
تعلم في كنيسة المسيح، أكسفورد، ومدرسة وستمنستر.

## الخدمة العسكرية
خدم في الجيش البريطاني.

## جوائز
حصل على جوائز منها:
- جائزة يوهان هاينريش فوس للترجمة [الإنجليزية]‏ (1964)
- جائزة تشلمندلي [الإنجليزية]‏
- نيشان الامبراطورية البريطانية من رتبة ضابط.

## وصلات خارجية
- مايكل همبرغر على موقع IMDb (الإنجليزية)
- مايكل همبرغر على موقع مونزينجر (الألمانية)
- مايكل همبرغر على موقع ميوزك برينز (الإنجليزية)
- مايكل همبرغر على موقع ديسكوغز (الإنجليزية)
- مايكل همبرغر في قاعدة بيانات الأفلام على الإنترنت